# Báta
Báta is een plaats (község) en gemeente in het Hongaarse comitaat Tolna. Báta telt 1927 inwoners (2001).